# Iglesia de Nuestra Señora del Reposo (San Bartolomé de la Torre)
La iglesia parroquial de San Bartolomé Apóstol, es un templo católico situado en la localidad de San Bartolomé de la Torre.

## Historia
El templo fue proyectado por Silvestre Tirado en diciembre de 1730, siendo las obras ejecutadas entre 1734 y 1737 con la dirección del maestro de obras Pero Francisco López. La falta de recursos para levantar el templo propició sus escasas proporciones, hasta el punto de que tuvo que recurrirse a rentas de la parroquia de Gibraleón. A principios del siglo XIX, la primitiva espadaña fue sustituida por el actual campanario.

## Descripción
El templo tiene planta de cruz latina. La nave se cubre con un artesonado neomudéjar, mientras que los brazos del crucero y el presbiterio tienen bóveda de cañón con lunetos. El crucero tiene cúpula de media naranja.
La fachada de los pies presenta una portada con puerta adintelada enmarcada por un simple realce, frontón triangular y pináculos. a Su izquierda se sitúa el campanario, con cuerpo de campanas con vanos de medio punto entre pilastras coronado por chapitel octogonal revestido de azulejos.